# Ochthoeca rufipectoralis
Az Ochthoeca rufipectoralis a madarak osztályának a verébalakúak (Passeriformes) rendjébe és a királygébicsfélék (Tyrannidae) családjába tartozó faj.

## Rendszerezése
A fajt Alcide d’Orbigny és Frédéric de Lafresnaye írták le 1837-ben, a Fluvicola nembe Fluvicola rufipectoralis néven.

## Alfajai
- Ochthoeca rufipectoralis centralis Hellmayr, 1927
- Ochthoeca rufipectoralis obfuscata Zimmer, 1942
- Ochthoeca rufipectoralis poliogastra Salvin & Godman, 1880
- Ochthoeca rufipectoralis rubicundula Wetmore, 1946
- Ochthoeca rufipectoralis rufipectoralis (Orbigny & Lafresnaye, 1837)
- Ochthoeca rufipectoralis rufopectus (Lesson, 1844)
- Ochthoeca rufipectoralis tectricialis Chapman, 1921[2]

## Előfordulása
Bolívia, Kolumbia, Ecuador, Peru és Venezuela területén honos. A természetes élőhelye szubtrópusi és trópusi hegyi esőerdők és cserjések, valamint erősen leromlott egykori erdők. Állandó, nem vonuló faj.

## Megjelenése
Testhosszúsága 13-14 centiméter, testtömege 13 gramm.
|  |

## Életmódja
Rovarokkal táplálkozik.

## Természetvédelmi helyzete
Az elterjedési területe rendkívül nagy, egyedszáma pedig stabil. A Természetvédelmi Világszövetség Vörös listáján nem fenyegetett fajként szerepel.